# 사우스포 (영화)
《사우스포》(영어: Southpaw)는 2015년 개봉한 미국의 스포츠 드라마 영화이다. 앤트완 퓨콰 감독이 ㅇ연출했고 제이크 질런홀, 포리스트 휘터커, 레이철 매캐덤스 등이 출연하였다.

## 출연진
- 제이크 질런홀 - 빌리 호프
- 포리스트 휘터커 - 타이터스 윌스
- 레이철 매캐덤스 - 모린 호프
- 우나 로런스 - 릴라 호프
- 나오미 해리스 - 앤절라 리베라
- 커티스 “50 센트” 잭슨 - 조던 메인스
- 미겔 고메스 - 미겔 에스코바르
- 리타 오라 - 마리아 에스코바르
- 스카일런 브룩스 - 호피
- 빅터 오티즈 - 러몬
- 보 냅 - 존존
- 맬컴 메이스 - 게이브
- 클레어 폴리 - 앨리스
- 짐 램플리 - 본인
- 로이 존스 주니어 - 본인

## 기타 제작진
- 세트: 멀리사 롬바도
- 의상: 데이비드 C. 로빈슨